# Proliferated Warfighter Space Architecture
La Proliferated Warfighter Space Architecture, également désignée par son acronyme PWSA (anciennement National Defense Space Architecture, NDSA), est la future architecture du segment spatial de la défense des États-Unis dont l'implémentation doit débuter fin 2022. Elle est développée par la Space Development Agency (SDA), une agence  indépendante créée en 2019 pour implémenter la NSDA et qui est rattachée au département de la Défense des États-Unis. La NSDA doit être constituée de satellites à bas coût facilement remplaçables. Ceux-ci sont répartis en 7 couches distinctes constituées de satellites remplissant chacune des fonctions différentes (télécommunications, détection, navigation, ...). Certaines de ces couches comprendront de 200 à 400 satellites. 

## Architecture technique
L'architecture retenue a pour objectif d'augmenter la résilience du système. Le nombre de satellites fait que la destruction de quelques d'entre eux n'affectent pas son caractère opérationnel, les satellites de petite taille sont faciles et peu coûteux à remplacer et enfin leur construction est confiée à plusieurs industriels pour ne pas être confronté aux problèmes d'une source unique. Les sept couches de la NSDA sont :
- La première couche prend en charge les fonctions de commande et de contrôle depuis le sol.
- La deuxième couche prend en charge la communication avec toutes les autres couches ainsi qu'avec le sol dans les deux sens notamment pour transmettre les données avec les systèmes d'armes au sol. Cette couche dite Transport Layer doit comporter à terme de 200 à 400 satellites. Plus d'une centaine de satellites ont déjà été commandés et il est prévu que les premiers soient lancés fin 2022.
- Trois couches sont destinées à la détection. La première d'entre elles est la couche des satellites d'alerte avancée chargée de détecter les missiles. Cette couche dite Tracking Layer est en cours de développement avec plus d'une trentaine de satellites déjà commandés.
- La couche dite custody layer a pour rôle de détecter et suivre les objets au sol de la taille d'un camion. Elle doit collecter des données permettant aux systèmes d'armes de viser ces cibles. Les charges utiles correspondant à cette couche doivent être emportés par des satellites de l'Armée de l'Air ou d'autres agences spatiales.
- La couche dite deterrence layer sera chargée de surveiller l'espace situé au-delà de l'orbite géostationnaire. Les satellites existants prennent en charge la surveillance de l'orbite terrestre basse jusqu'à l'orbite géostationnaire mais pas au-delà. Cette zone de l'espace pourrait dès à présent contenir des objets qui nécessitent une surveillance.
- La couche de gestion de combat est chargée d'effectuer la synthèse des données afin de transmettre des données immédiatement utilisables sans temps de latence aux systèmes de défense. Cette couche sera sans doute prise en charge par les ordinateurs embarqués sur les satellites existants.
- La dernière couche est celle consacrée à la navigation. Cette fonction reste à affiner mais elle consisterait à transmettre aux autres satellites des données de navigation et sur le lancement des satellites. Comme dans le cas de la couche de gestion de combat, cette couche pourrait être prise en charge par les capacités de calcul des satellites existants.

## Une mise au point incrémentale
La mise au point de la NSDA doit se faire de manière incrémentale. Il est prévu un déploiement en cinq tranches (versions) :
- Tranche 0 (budget 2022) : satellites devant démontrer la viabilité de l'architecture sur le plan technique et budgétaire.
- Tranche 1 (budget 2024) : première version opérationnelle sur un périmètre régional
- Tranche 2 (budget 2026) : version assurant une couverture planétaire et intégrant le retour d'expérience de la tranche 0 sur une période de 2 ans.
- Tranche 3 (budget 2028) : version améliorée des satellites de la tranche 2 (meilleure sensibilité des détecteurs infrarouges de missile, liaisons intersatellites améliorée, etc.)
- Tranche 4 (budget 2030) : version améliorée des satellites de la tranche 3 incorporant la prise en charge de nouvelles menaces.

## Développement
Le développement de la NSDA est en cours en 2022, en particulier pour la couche des satellites d'alerte précoce (Tracking Layer) et celle chargée des communications (Transport Layer).

### Satellites d'alerte précoce (Tracking Layer)
Deux commandes de satellites de la couche Tracking Layer ont été passées (actualisé en septembre 2022) :
- En octobre 2020, la SDA passe commande pour le développement de la première tranche (tranche 0) de la constellation Tracking Layer qui doit permettre de mettre au point le système. L3Harris Technologies doit fournir quatre satellites pour un montant de 193,5 millions US$ tandis que SpaceX fournira également quatre satellites pour une somme de 149 millions US$. La charge utile de ces satellites est constitué d'une caméra infrarouge à champ grand angle de type OPIR (overhead persistent infrared). Les satellites sont également équipés d'un système de communication optique (laser) qui doit leur permettre d'échanger les données avec les satellites relais de la constellation Transport Layer. Les satellites de SpaceX dérivent des satellites Starlink avec une charge utile fournie par un autre industriel. L3Harris produit à la fois la plateforme et la charge utile. Il est prévu que les satellites soient lancés en 2022[3].
- Une deuxième commande est passée par l'agence SDA en juillet 2022 pour la réalisation de 28 satellites supplémentaires constituant la tranche 1 de la constellation. 14 satellites doivent être fabriqués par Northrop Grumman pour un montant de 617 millions US$ et 14 satellites doivent être fournis par L3Harris pour un montant de 700 millions US$. Ces satellites doivent être placés sur quatre plans orbitaux distants à une altitude de 950 kilomètres. Le premier lancement doit intervenir en avril 2025. Le coût total de la tranche 1 est évalué à 2,5 milliards US$ en incluant les quatre lancements destinés à placer les 28 satellites en orbite ainsi que le support en phase opérationnelle. La tranche 2 devrait comprendre 54 satellites[4].

### Satellites de télécommunications (Transport Layer)
Deux commandes de satellites de la couche Transport Layer ont été passées (actualisé en septembre 2022) :
- Fin août 2020, la SDA passe commande pour le développement de la première tranche (tranche 0) de la constellation Transport Layer qui doit permettre de mettre au point le système. Lockheed Martin doit fournir dix satellites pour un montant de 187,5 millions US$ tandis que York Space Systems fournira également dix satellites pour une somme de 94 millions US$. Chacune des sociétés fournit 7 satellites de type A et 3 satellites de type B. Les satellites de type A disposeront de quatre systèmes de communication intersatellites optiques (laser) leur permettant de communiquer avec les satellites d'alerte précoce en orbite basse et en orbite moyenne tandis que les satellites de type B disposeront de deux systèmes de communication intersatellites optiques ne pouvant relayer que les données des satellites en orbite basse ainsi que deux systèmes de communication utilisant la liaison 16 pour communiquer avec les systèmes de défense à Terre. Il est prévu que les satellites soient lancés fin 2022[5].
- Une deuxième commande est passée par l'agence SDA en février 2022 pour la réalisation de 126 satellites supplémentaires constituant la tranche 1 de la constellation. Trois sociétés sont sélectionnées, chacune devant fournir 42 satellites d'ici 2024 : Northrop Grumman pour un montant de 692 millions US$, Lockheed Martin pour un montant de 700 millions US$ et York Space pour un montant de 382 millions US$. Ces satellites doivent être placés sur quatre plans orbitaux distants à une altitude de 950 kilomètres. Le premier lancement doit intervenir en avril 2025. Les 126 satellites seront placés en orbite par groupe de 21 (6 lancements en tout)[6].